# Monasterio de Santa María (Puigpardines)
El monasterio de Santa María de Puigpardines se encuentra situado en el pequeño núcleo de Puigpardines, perteneciente a Vall de Bas en la comarca catalana de La Garrocha.

## Historia
Consta como parroquia desde el año 1060, más tarde en 1108 fue cedida por Ermessenda, vizcondesa de Bas y por el obispo de Gerona Bernat Humbert, al monasterio de Santa María de Manlleu, poco después los monjes agustinianos de Manlleu fundaron el priorato de Puigpardines.
Con los terremotos del siglo xv, se derrumbó el ábside, al reformarla, construyeron en su lugar la puerta de entrada. A partir del año 1592 se convirtió en una parroquia.

## El edificio
Del siglo xii conserva la puerta románica con sillería de medio punto, dos columnas con capiteles, dintel y tímpano lisos. Los capiteles están esculpidos con motivos vegetales y unas pequeñas cabezas.
Conserva en su interior una pila bautismal decorada con el labrado de un cordón, está datada también del siglo XII.